# Logická funkce
Logická funkce je funkce, která pro konečný počet vstupních parametrů vrací logické hodnoty.
Používá se v matematické logice, v oboru teorie řízení a číslicové techniky, v praxi pak například v mikroprocesorové technice. Parametry logické funkce jsou logické proměnné.
Přiřazuje-li logická funkce výstupní hodnoty všem kombinacím vstupních logických proměnných, pak se nazývá úplně zadaná logická funkce; v opačném případě se nazývá neúplně zadaná logická funkce. Kombinace vstupních logických proměnných, k níž není určena hodnota výstupní logické funkce, se nazývá neurčitý stav.
Pro n logických proměnných lze definovat 22n logických funkcí.
Pro n logických proměnných obsahuje tabulka 2n řádků.
| Počet proměnných | Počet funkcí |
| ---------------- | ------------ |
| 1                | 4            |
| 2                | 16           |
| 3                | 256          |
| atd.             |              |

Funkce jedné proměnné
| A | f0 | f1 | f2 | f3 |
| - | -- | -- | -- | -- |
| 0 | 0  | 0  | 1  | 1  |
| 1 | 0  | 1  | 0  | 1  |

f0 = 0 konstanta

f1 = x přímá proměnná

f2 = ¬x negovaná proměnná

f3 = 1 konstanta

¬ = negace

Funkce dvou proměnných
| B | A | f0 | f1 | f2 | f3 | f4 | f5 | f6 | f7 | osa | f8 | f9 | f10 | f11 | f12 | f13 | f14 | f15 |
| - | - | -- | -- | -- | -- | -- | -- | -- | -- | --- | -- | -- | --- | --- | --- | --- | --- | --- |
| 0 | 0 | 0  | 0  | 0  | 0  | 0  | 0  | 0  | 0  | "   | 1  | 1  | 1   | 1   | 1   | 1   | 1   | 1   |
| 0 | 1 | 0  | 0  | 0  | 0  | 1  | 1  | 1  | 1  | *   | 0  | 0  | 0   | 0   | 1   | 1   | 1   | 1   |
| 1 | 0 | 0  | 0  | 1  | 1  | 0  | 0  | 1  | 1  | "   | 0  | 0  | 1   | 1   | 0   | 0   | 1   | 1   |
| 1 | 1 | 0  | 1  | 0  | 1  | 0  | 1  | 0  | 1  | *   | 0  | 1  | 0   | 1   | 0   | 1   | 0   | 1   |

osa = osa negace Za touto osou se nacházejí tytéž funkce, ale v znegovaném tvaru.

f0 = 0 konstanta

f1 = A*B (logický součin, AND)

f2 = ¬(A implikuje B)

f3 = A přímá proměnná

f4 = ¬(B implikuje A)

f5 = B přímá proměnná

f6 = ¬A*B+A*¬B nonekvivalence

f7 = A+B (logický součet, OR)

f13 = implikace

¬ = negace 

## Úplný systém logických funkcí
pomocí daných operátorů lze realizovat tři logické funkce AND, NOT (NON)a OR

Úplný systém logických funkcí
AND a NOT

chybí OR

použijeme De Morganův zákon
OR a NOT

chybí AND

použijeme De Morganův zákon
NAND

chybí NOT, OR, AND

NOT : 

AND : 

OR :
NOR

chybí NOT, OR, AND

NOT : 

AND : 

OR :

## Zápis logických funkcí
1. pravdivostní tabulkou
2. logickou rovnicí
3. mapou (Karnaughova)

## Pravdivostní tabulka
Je-li n počet vstupních logických proměnných a m počet výstupních funkcí, bude mít pravdivostní tabulka 2n řádků a n + m sloupců. V prvních n sloupcích budou zobrazeny všechny možné kombinace vstupních logických hodnot. Pravdivostní tabulka pro funkci disjunkce (A or B) vypadá takto:
| A | B | Y = A or B |
| - | - | ---------- |
| 0 | 0 | 0          |
| 0 | 1 | 1          |
| 1 | 0 | 1          |
| 1 | 1 | 1          |